# Nogent-le-Rotrou
Nogent-le-Rotrou ist eine Kleinstadt und eine französische Gemeinde mit 9.305 Einwohnern (Stand 1. Januar 2022) im Département Eure-et-Loir im äußersten Nordwesten der Region Centre-Val de Loire. Nogent-le-Rotrou war einst die historische Hauptstadt der Grafschaft Perche.

## Lage
Nogent-le-Rotrou liegt am Fluss Huisne und seinem Zufluss Rhône im Regionalen Naturpark Perche in einer Höhe von ca. 115 m. Nächstgrößere Städte sind Chartres (ca. 60 km nordöstlich), Le Mans (ca. 65 km südwestlich) und Alençon (ca. 65 km nordwestlich). Das Klima ist in hohem Maße vom Meer beeinflusst und deshalb nahezu frostfrei; Regen (ca. 655 mm/Jahr) fällt verteilt übers ganze Jahr.

## Bevölkerungsentwicklung
| Jahr      | 1800 | 1851 | 1901 | 1954 | 1999   | 2017 |
| Einwohner | 6514 | 6983 | 8415 | 8765 | 11.524 | 9715 |

Das Bevölkerungswachstum der Kleinstadt im 20. Jahrhundert ist im Wesentlichen auf die Mechanisierung der Landwirtschaft, den damit einhergehenden Verlust von Arbeitsplätzen und die daraus resultierende Migration zurückzuführen.

## Geschichte
Nogent gehörte zum Siedlungsgebiet der gallischen Karnuten. Ausgrabungen haben ergeben, dass der inmitten ausgedehnter Wälder gelegene Platz in gallorömischer Zeit besiedelt war. Im Jahr 955 übergab Theobald I., der Vizegraf von Blois und Tours, den Platz an seinen Vasallen Rotrou, dessen Nachkommen noch weitere 270 Jahre lang die Stadt und deren Umgebung beherrschten. Nach dem Aussterben der Grafenlinie (1227) wurde der gesamte Perche in die Krondomäne überführt.

## Wirtschaft und Infrastruktur
Nogent-le-Rotrou hatte schon im Mittelalter eine regionale Bedeutung als Markt-, Handwerks- und Handelsplatz. In den ersten Jahrzehnten des 21. Jahrhunderts ist die Arbeitslosigkeit (chômage) jedoch deutlich angestiegen und liegt über dem französischen Durchschnitt.

### Verkehr
Nogent-le-Rotrou liegt an der Bahnstrecke Paris–Brest und wird im Regionalverkehr mit TER-Zügen bedient.

## Sehenswürdigkeiten

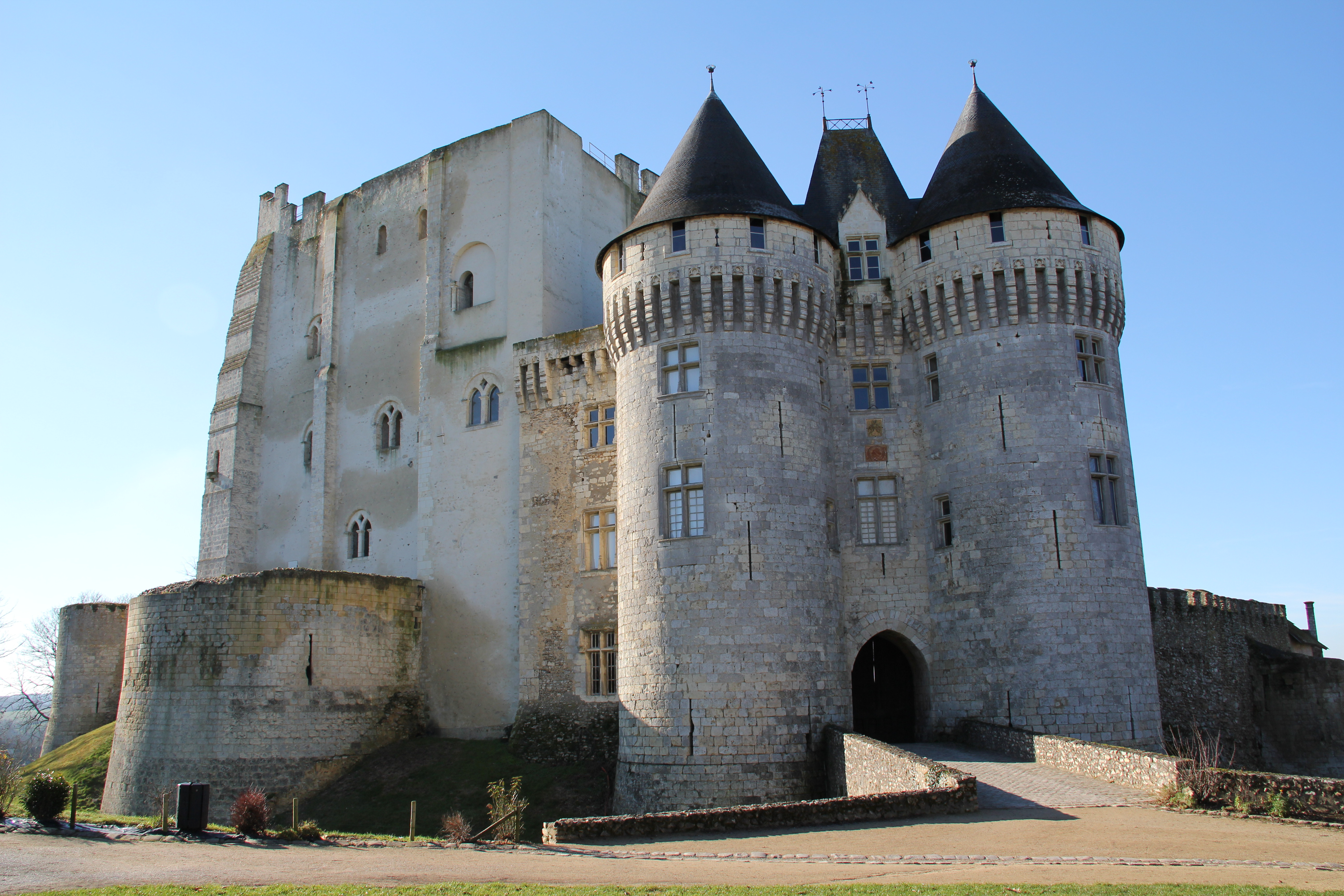
Château Saint-Jean

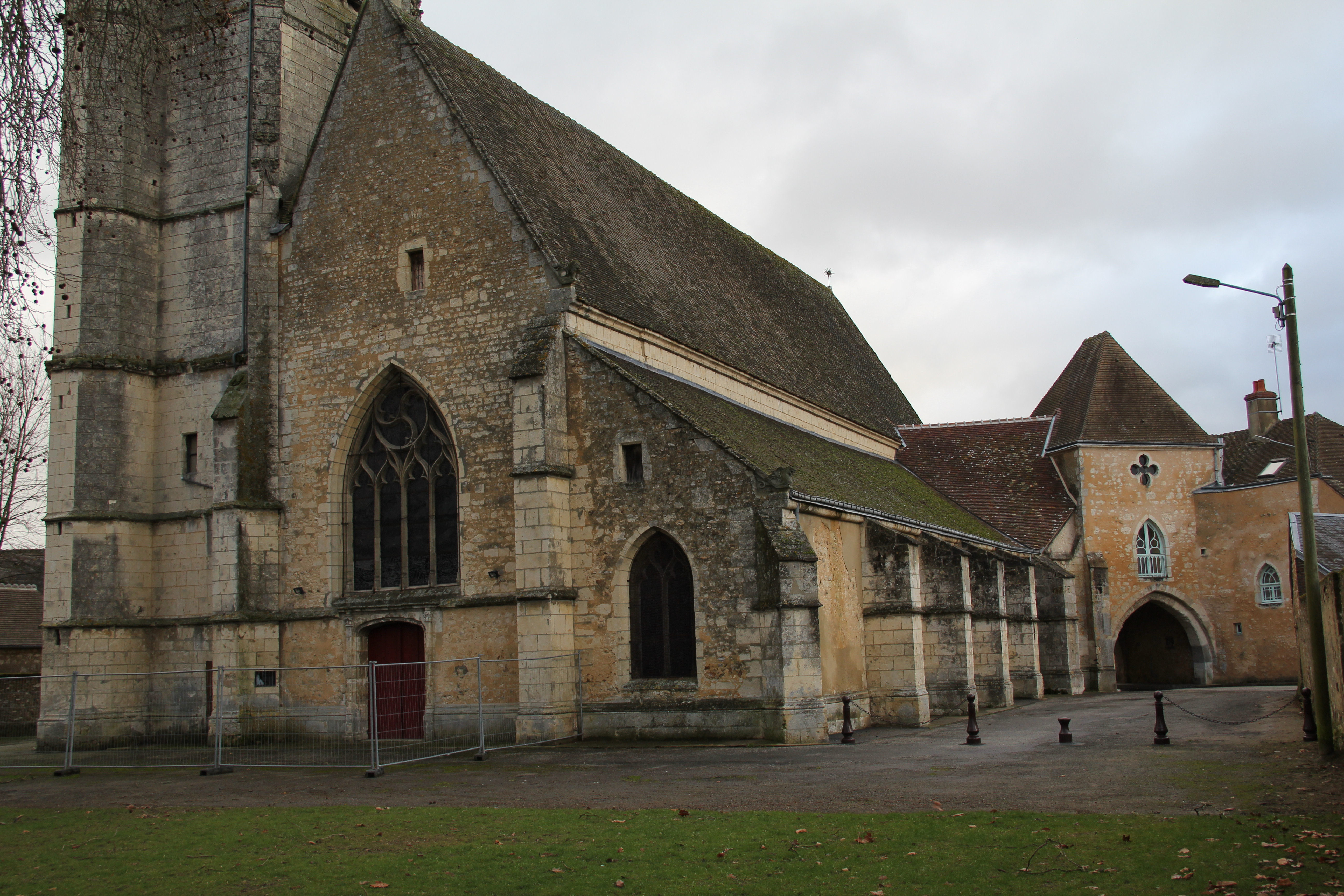
Église Saint-Laurent

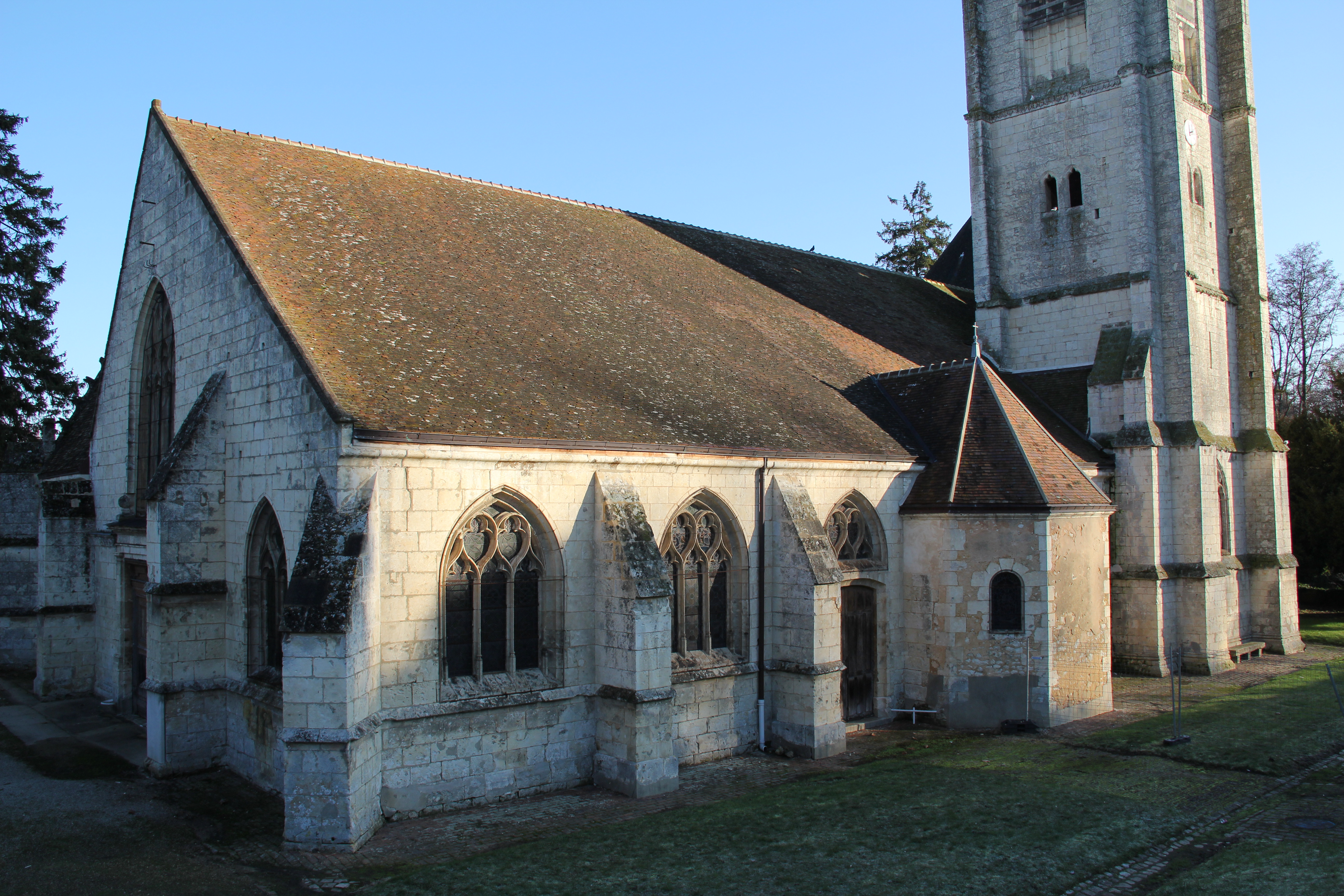
Église Saint-Hilaire

- Der ca. 35 m hohe Kernbau (donjon) des Château Saint-Jean stammt aus der Zeit um 1040; seine Mauern sind bis zu 3,50 m dick. Im 12./13. Jahrhundert entstanden die von einem Wassergraben (fosses) zusätzlich gesicherte Torburg sowie die Fundamente weiterer nicht vollendeter Seitentürme. Aus dem 15./16. Jahrhundert stammt ein angrenzender Wohntrakt. Die Burg ist seit dem Jahr 1948 als Monument historique anerkannt.[4][5] Sie beherbergt auch ein kleines Stadtmuseum.
- Das im Stadtzentrum gelegene Hôtel-Dieu geht zurück auf eine Stiftung des ausgehenden 12. Jahrhunderts zugunsten der Versorgung der Jakobspilger. Die Anlage wurde mehrfach umgebaut und ist heute eine weitläufige spätbarocke Anlage mit getrenntem Männer- und Frauentrakt aus dem 18. Jahrhundert.[6]
- Die im 12./13. Jahrhundert erbaute, ehemals einschiffige, aber im 15. Jahrhundert um zwei Seitenschiffe erweiterte Église Notre-Dame war ehemals die Kapelle des Hôtel-Dieu. Über dem mit Zackenornamenten in spätnormannischer Manier geschmückten Portal befindet sich ein Dreifachfenster in Triumphbogenoptik. Zur Ausstattung der Kirche gehört eine krippenähnliche Figurengruppe mit der Szenerie der Geburt Christi. Die beiden auf einem Kenotaph knienden Marmorfiguren des Herzogs Sully und seiner Frau befinden sich in der an die Apsis angrenzenden achteckigen Grabkapelle. Die Kirche ist seit dem Jahr 1907 als Monument historique anerkannt.[7]
- Die Kirche Saint-Hilaire ist die älteste und größte Kirche des Ortes; der Ursprungsbau aus dem 11. Jahrhundert wurde jedoch mehrfach verändert. Heutiges Wahrzeichen ist der im 16. Jahrhundert erbaute Glockenturm (clocher); aus derselben Zeit stammt auch das Maßwerk der Kirchenfenster. Das Stuckgewölbe des Kirchenschiffs wurde im 19. Jahrhundert eingezogen. Der Bau ist seit dem Jahr 2003 als Monument historique anerkannt.[8]
- Die spätgotische Église Saint-Laurent wurde im 14./15. Jahrhundert erbaut. Zur Innenausstattung gehört eine Grablegung Christi aus dem 17. Jahrhundert. Der Kirchenbau ist seit dem Jahr 1927 als Monument historique anerkannt.[9]
- Die Gebäude der bereits im 13. Jahrhundert existierenden Ancienne abbaye Saint-Denis stehen trotz teilweiser Ergänzungen und Zerstörungen des 18. und 19. Jahrhunderts ebenfalls unter Denkmalschutz.[10]
- Das imposante Maison du Bailli stammt aus dem Jahr 1542 und dient heute als Schulgebäude. Es ist seit dem Jahr 1926 als Monument historique anerkannt.[11]
- Das im 16. Jahrhundert erbaute, aber im 18. Jahrhundert teilweise neugestaltete Stadtpalais La Grande Maison steht ebenfalls unter Schutz.[12]

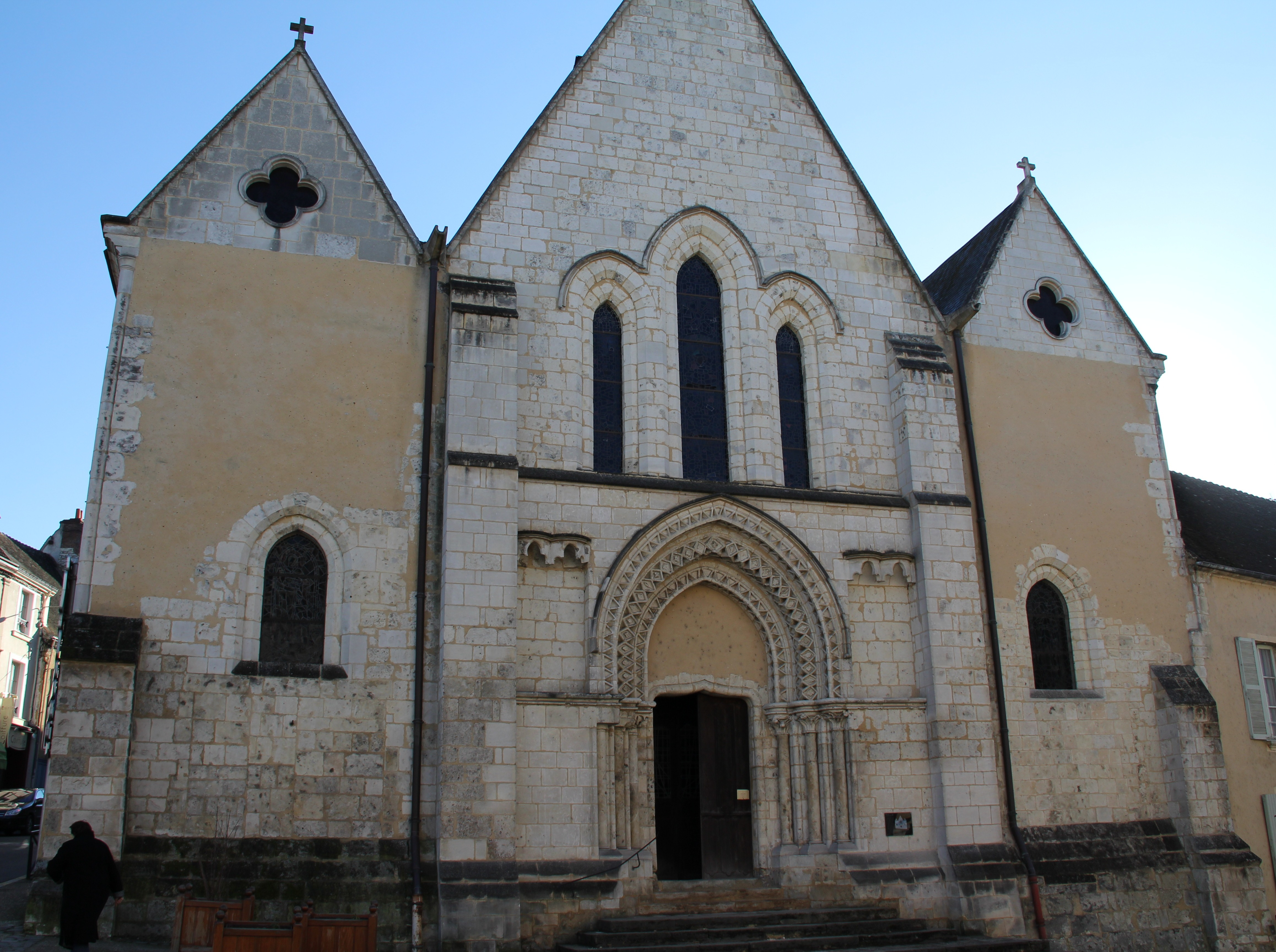
Fassade von Notre Dame
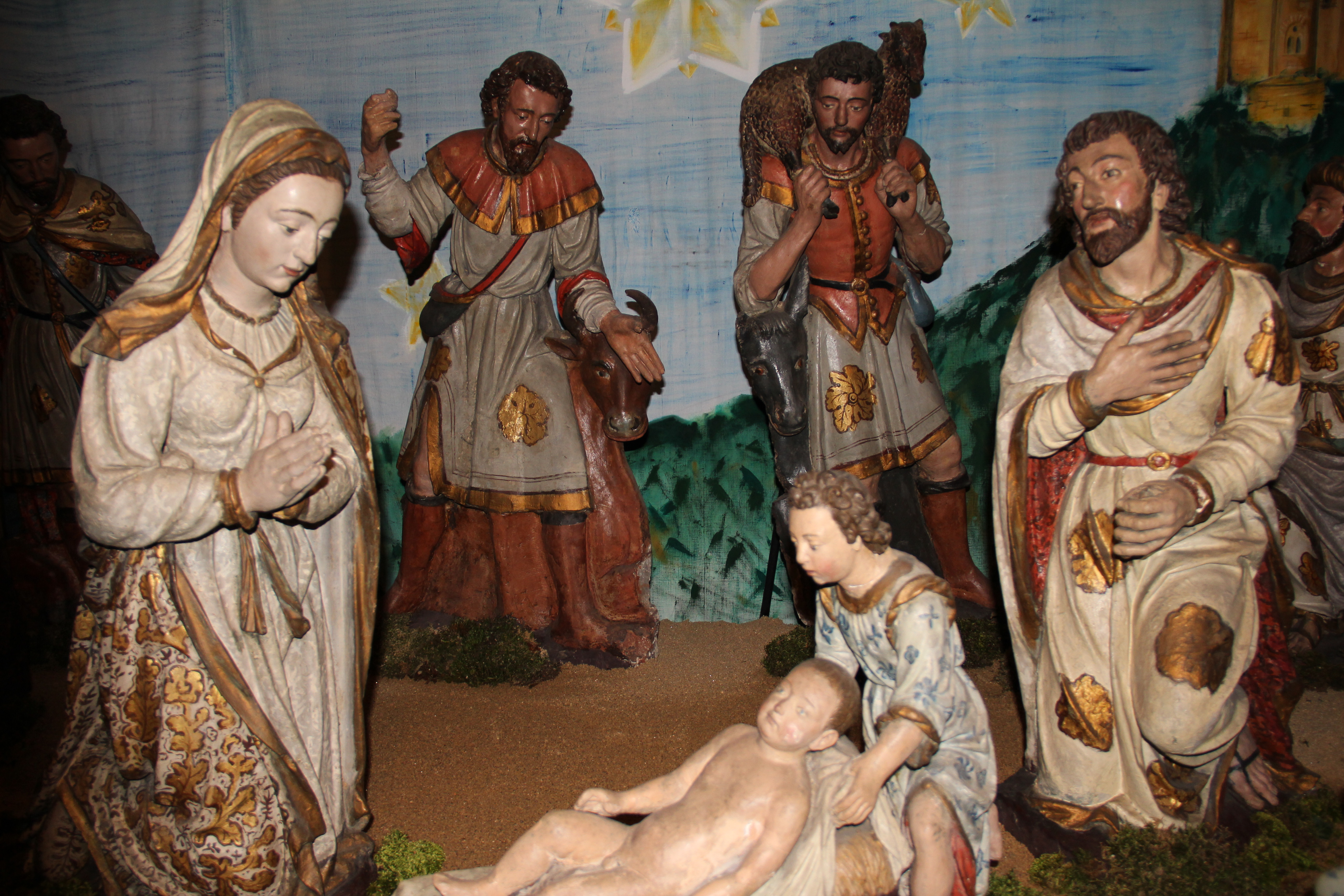
Dauerkrippe in Notre Dame
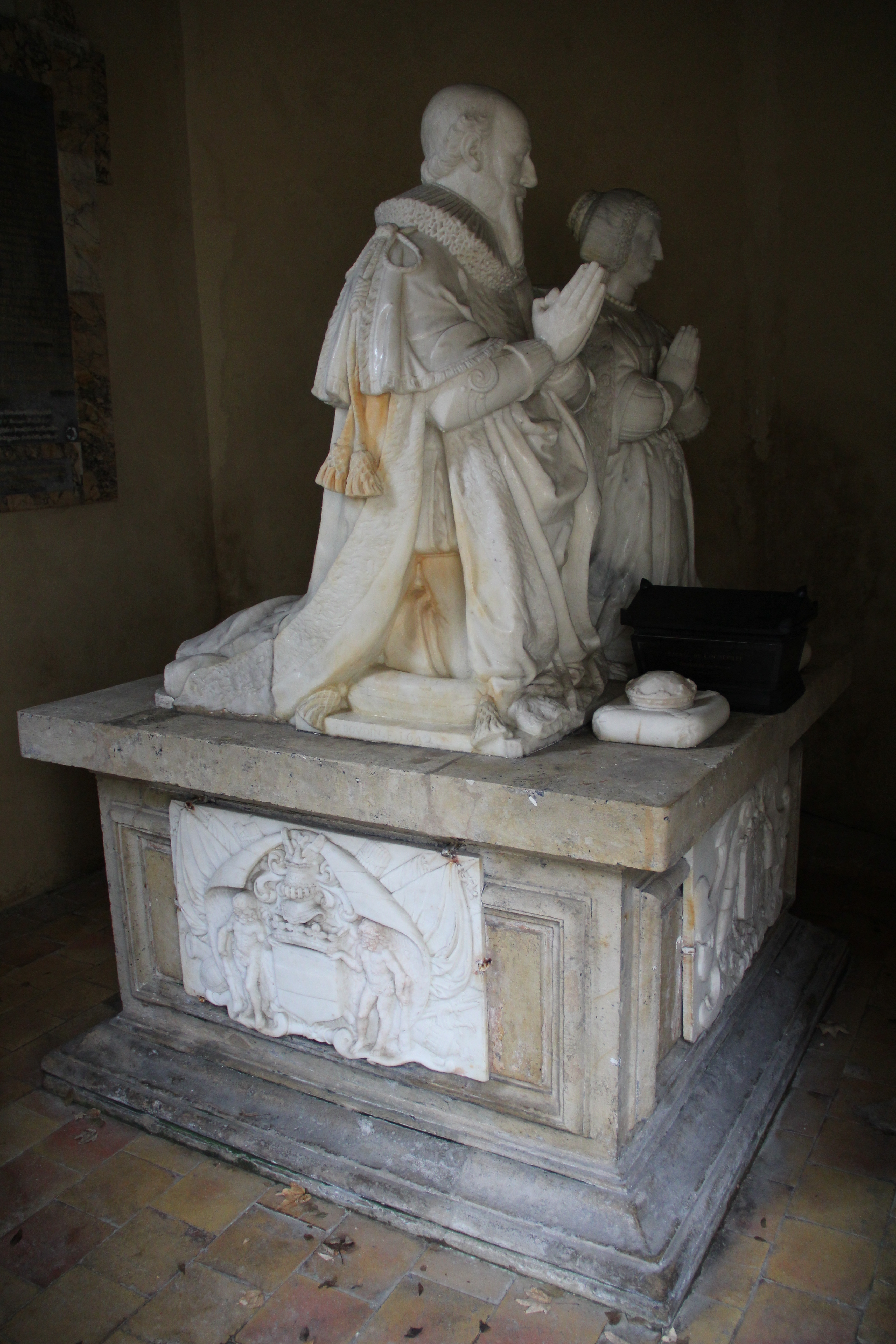
Kenotaph Sullys
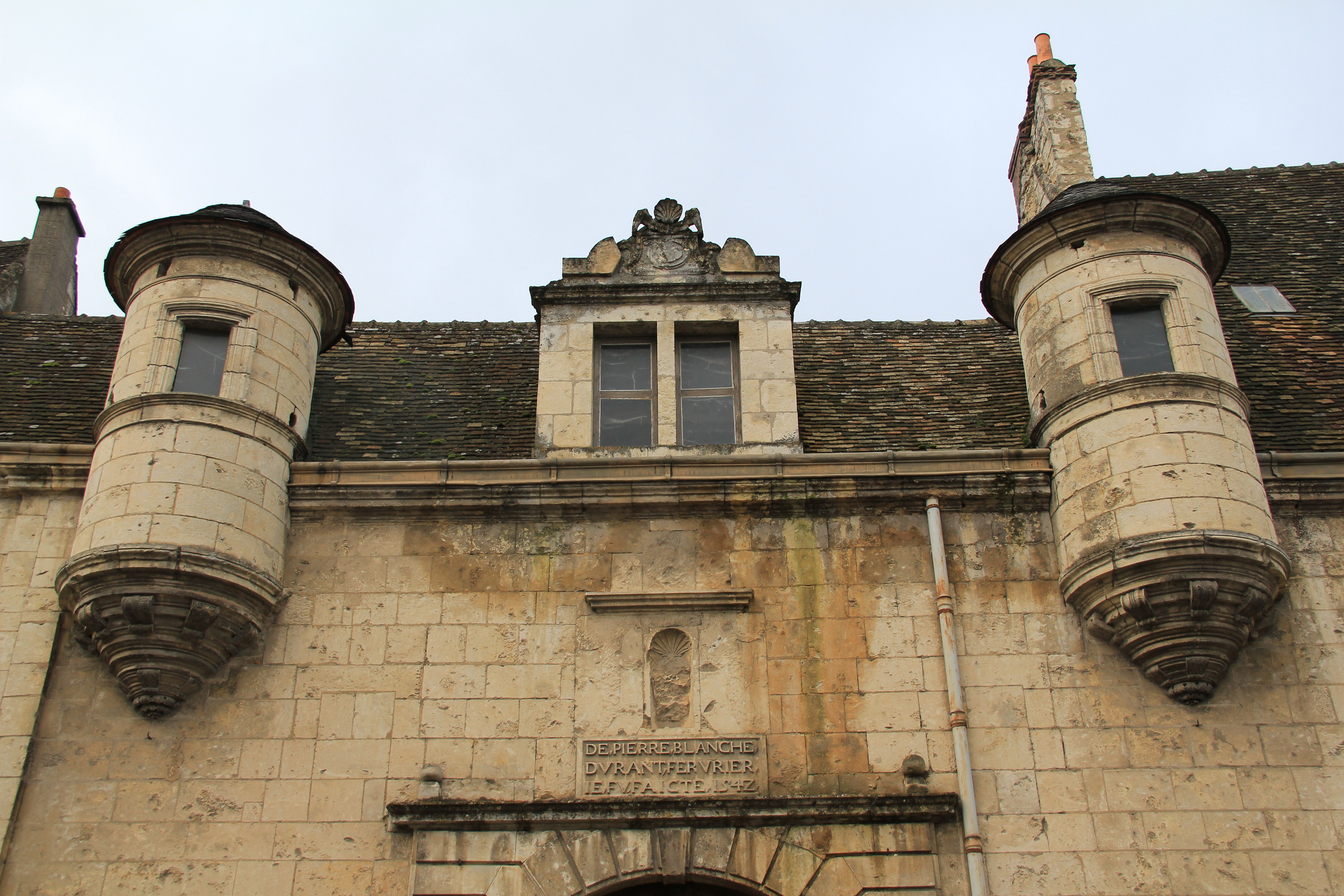
Maison du Bailli

## Persönlichkeiten
- Rémy Belleau (1528–1577), Schriftsteller
- Louis I. de Bourbon, prince de Condé (1530–1569), Seigneur von Nogent-le-Rotrou
- Maximilien de Béthune, duc de Sully (1559–1641), Marschall von Frankreich, Marquis von Nogent-le-Rotrou
- Jules Desnoyers (1800–1887), Historiker und Geologe
- Gustave Le Bon (1841–1931), Arzt, Psychologe, Anthropologe und Soziologe
- Paul Tirard (1879–1945), Politiker, Hochkommissar und Präsident der Rheinlandkommission
- Laurent Beauvais (* 1952), Politiker, Regionalrats-Präsident
- Philippe Cauchefer (* 1956), Cellist
- Sophie-Véronique Cauchefer-Choplin (* 1959), Organistin und Hochschullehrerin
- Yvan Lebon (1968–2010), Autorennfahrer
- Yoann Kowal (* 1987), Leichtathlet

## Partnergemeinden
- Baiersbronn, Deutschland (seit 1964)
- Midhurst, Vereinigtes Königreich (seit 1980)